# Малабарский гульман
Малабарский гульман (лат. Semnopithecus hypoleucos) — вид обезьян семейства мартышковых отряда приматов.

## Классификация
Ранее вид рассматривался в качестве подвида ханумана (Semnopithecus entellus). В 2003 году были проведены исследования, показывающие, что малабарский гульман ближе к виду Semnopithecus dussumieri. Некоторые приматологи также считают, что малабарский гульман представляет собой фертильный гибрид между капюшонным гульманом (Trachypithecus johnii) и Semnopithecus dussumieri.

## Описание
Среднего размера приматы, не выделяются размерами среди представителей своего рода. Шерсть коричневая, на брюхе оранжевая. Шерсть на туловище длиннее шерсти на конечностях. Хвост чёрный.

## Распространение
Встречаются в юго-западной Индии (Гоа, Карнатака и Керала), Западные Гаты в центре ареала. Общая площадь ареала около 35 тыс. км2.

## Поведение
Обитают в тропических дождевых лесах, влажных листопадных лесах, священных рощах, садах, прибрежных лесах на высотах от 100 до 1200 метров над уровнем моря. Выделяются среди остальных гульманов тем, что предпочитают влажные леса. Проводят большую часть времени на деревьях, иногда спускаются на землю. В рационе преимущественно листья. Активны днём.

## Статус популяции
В прошлом угрозой популяции были лесозаготовки, проводимые в регионе. Сейчас основные угрозы популяции — сельское хозяйство, расширение человеческих поселений, фрагментация ареала, разрушение среды обитания, отлов животных ради мяса.